# Ратамоса (Тексас)
Ратамоса (енгл. Ratamosa) насељено је место без административног статуса у америчкој савезној држави Тексас.

## Демографија
По попису из 2010. године број становника је 254, што је 36 (16,5%) становника више него 2000. године.
| Група             | 2000.       | 2010.       |
| Белци             | 58 (26,6%)  | 67 (26,4%)  |
| Афроамериканци    | 0 (0,0%)    | 0 (0,0%)    |
| Азијати           | 0 (0,0%)    | 0 (0,0%)    |
| Хиспаноамериканци | 160 (73,4%) | 186 (73,2%) |
| Укупно            | 218         | 254         |